# Дуче
Ду́че (італ. Duce, італійською: [ˈduːtʃe]), від лат. dux («лідер, вождь») — італійський титул, який носив Беніто Муссоліні, голова Національної фашистської партії. Титул був заснований в 1925 році, і Муссоліні отримав його, зберігши за собою пост голови Ради міністрів Італії, що дозволяло йому стати фактичним главою італійської держави, незважаючи на наявність де-юре правлячого монарха Віктора Еммануїла III. Пізніше до титулу додали «Засновник імперії» в знак його заслуг в розширенні кордонів Італії після Другої італо-ефіопської війни і перетворення Італії в колоніальну державу. Титул дуче припинив де-юре своє існування в 1943 році після того, як за наказом короля Муссоліні був його позбавлений. Був тим самим відновлено титул прем'єр-міністра, який зайняв маршал П'єтро Бадольо.
Саме титул «дуче» слугує основою всіх титулів лідерів фашистських і радикальних націоналістичних партій (зокрема і титулу фюрера). У вересні 1943 року Муссоліні, який визнав капітуляцію своєї країни, проголосив себе «Дуче Італійської Соціальної Республіки».

## Історія і походження
Термін «дуче» використовувався в традиційному сенсі позначення вождя ще в 1860-і роки під час об'єднання Італії: прихильники Джузеппе Гарібальді називали так свого лідера, але той ніколи не називав себе так. У 1915 році термін «верховний лідер» (італ. Duce Supremo) став вживати по відношенню до себе Віктор Еммануїл III як верховний головнокомандувач Збройних сил Італії. Після Першої світової війни цей титул присвоїв собі Габріеле Д'Аннунціо як глава Республіки Фіуме, проте найбільшу популярність титул отримав тільки при Беніто Муссоліні і закріпився як антономазія Муссоліні після написання однойменної картини Джерардо Дотторі.
У наші дні італійські політики і активісти не використовують термін «дуче» в значенні «лідер», воліючи використовувати синоніми або запозичені з інших мов слова.